# بينوتس (مسلسل تلفزيوني)
بينوتس (بالإنجليزية: Peanuts)‏ هو مسلسل رسوم متحركة أمريكي فرنسي من إنتاج شركة وارنر برذرز وشركة بينوتس، بدأ عرضه في 9 مايو سنة 2016 وعرض في الولايات المتحدة على كرتون نتورك وفي فرنسا على فرنسا 3 وفي بقية دول العالم على شبكة بومرنغ العالمية ماعدا قناة بومرنغ اليابان وفي الوطن العربي على ام بي سي 3.

## الحلقات
يتألف المسلسل من موسم واحد مكون من 37 حلقة (مقسمة إلى 104 جزء مدة الجزء الواحد 7 دقائق).